# Ken Bridge
Die Ken Bridge ist eine Straßenbrücke nahe der schottischen Ortschaft New Galloway in der Council Area Dumfries and Galloway. 1971 wurde das Bauwerk in die schottischen Denkmallisten in der höchsten Denkmalkategorie A aufgenommen. Eine weitere Einstufung als Scheduled Monument wurde 1996 aufgehoben.

## Geschichte
Im Jahre 1797 wurde eine Brücke nahe der heutigen Ken Bridge fertiggestellt. 1806 zerstörte ein Hochwasser diese Brücke. Als 1811 ein Brückenneubau ausgeschrieben wurde, reichten sowohl Thomas Telford als auch John Rennie Entwürfe ein. Während Telford eine gusseiserne Bogenbrücke mit einer Spannweite von 46 m vorschlug, reichte Rennie einen Entwurf für eine Steinbogenbrücke ein. Sowohl auf Grund stilistischer als auch finanzieller Gründe entschied man sich für Rennies Entwurf. Die Steinbrücke erwies sich jedoch im Nachhinein als die teurere Variante. John Simpson begann als Konstrukteur 1814 mit dem Brückenbau. Bei einem Hochwasser wurde die noch nicht fertiggestellte Brücke am 25. August des folgenden Jahres zerstört.
Als 1820 eine weitere Brücke am Standort gebaut werden sollte, erhielt Rennie abermals den Zuschlag. Die Ken Bridge gehört damit zu den letzten Entwürfen des 1821 verstorbenen Ingenieurs. Als Konstrukteur fungierte Kenneth Mathieson. Die Baukosten für die 1824 fertiggestellte Brücke beliefen sich auf 10.960 £.

## Beschreibung
Die Ken Bridge liegt rund 700 m nordöstlich von New Galloway. Der 104 m lange Mauerwerksviadukt aus Granit überspannt das Water of Ken mit fünf ausgemauerten Segmentbögen. Die Höhen und Weiten der Bögen steigen zum zentralen, 27 m weiten Bogen hin an. Auf den Pfeilern mit rund heraustretenden Abschlüssen gründen Pilaster, die bis über die Brüstungen fortgeführt werden. Auf Fahrbahnhöhe verläuft ein elegant geschwungenes Gurtgesims. Gemauerte Brüstungen grenzen die 5,6 m breite Fahrbahn ein. Über die Brücke verläuft die A712.